# Probolomyrmex filiformis
Probolomyrmex filiformis es una especie de hormiga del género Probolomyrmex, tribu Probolomyrmecini, familia Formicidae. Fue descrita científicamente por Mayr en 1901.
Se distribuye por Sudáfrica. Se ha encontrado a elevaciones de hasta 160 metros. Habita en bosques costeros.